# Rudolf Christoph Eucken
Pour les articles homonymes, voir Eucken.
Rudolf Christoph Eucken (5 janvier 1846 - 15 septembre 1926) est un philosophe allemand lauréat du prix Nobel de littérature en 1908.

## Biographie
Après le lycée Ulricianum (de) d'Aurich, il étudie la philosophie, la philologie classique et l'histoire ancienne avec Gustav Teichmüller (de) et Rudolf Hermann Lotze à l'université de Göttingen à partir de 1863, où il rejoint un mouvement progressiste, la future Burschenschaft et l'actuel Corps Frisia (de), en même temps que Wilhelm Pfeffer. Il chante également dans la société chorale des étudiants de Göttingen (de). Il étudie ensuite à Berlin. Il cultive une amitié plus étroite avec le philosophe Friedrich Adolf Trendelenburg. En 1866, il obtient son doctorat sur le thème De Aristotelis dicendi ratione ("Sur le style d'Aristote"). En 1871, après cinq années d'enseignement, il devient professeur de philosophie à l'université de Bâle en Suisse où il restera jusqu'en 1874. Il occupe ensuite un poste similaire à l'université d’Iéna jusqu’à sa retraite en 1920. Il se maria en 1882 et eut trois enfants. En 1914, il fut un des signataires du Manifeste des 93. À noter qu'il est le père du célèbre économiste Walter Eucken, l'un des fondateurs de l'ordolibéralisme, ayant inspiré le « miracle allemand » après 1948.
Sa philosophie est fondée sur l'expérience humaine, affirmant que les hommes ont une âme et qu'ils sont donc à la jonction entre nature et esprit. Il estime que les gens doivent dépasser leur côté non-spirituel par des efforts continus pour atteindre une vie spirituelle. Il appelait ce dépassement l'« activisme éthique ». Il critiqua à ce titre, le socialisme, dans son dernier livre, lui reprochant son hostilité à la liberté de l'Homme, à la spiritualité et à la culture.
Il a eu pour élève Maria Bezobrazova, première femme docteur en philosophie en Russie.

## Œuvre
- Die Methode der aristostelischen Forschung, 1872
- Geschichte und Kritik der Grundbegriffe der Gegenwart, 1878
- Geschichte der philosophischen Terminologie, 1879
- Die Lebensanschauungen der grossen Denker. Eine Entwicklungsgeschichte des Lebensproblems der Menschheit von Plato bis zur Gegenwart, 1890
- Der Kampf um einen geistigen Lebensinhalt, 1896
- Der Wahrheitsgehalt der Religion, 1901
- Grundlinien einer neuen Lebensanschauung, 1907
- Philosophie der Geschichte, 1907
- Geistige Strömungen der Gegenwart, 1908 (Les grands courants de la pensée contemporaine, traduit de l'allemand sur la 4e édition par Henri Buriot et G.-H. Luquet, avant-propos de M. E. Boutroux, Paris, Félix Alcan, coll. «Bibliothèque de philosophie contemporaine», 1911)
- Der Sinn und Wert des Lebens, 1908 (Le sens et la valeur de la vie)
- Geistesleben,1909
- Können wir noch Christen sein?, 1911
- Present-day Ethics in their Relation to the Spiritual Life, 1913
- Die Träger des deutschen Idealismus, 1915
- Die geistesgeschichtliche Bedeutung der Bibel, 1917
- Deutsche Freiheit. Ein Weckruf, 1919
- Der Sozialismus und seine Lebensgestaltung, 1920